# اس‌اس ییل (۱۹۰۶)
اس‌اس ییل (۱۹۰۶) (به انگلیسی: SS Yale (1906)) یک کشتی است که طول آن ۴۰۷ فوت (۱۲۴ متر) می‌باشد. این کشتی در سال ۱۹۱۸ ساخته شد.